# Gaetano Polidori
Gaetano Polidori, född 5 augusti 1764 i Bientina nära Pisa i Toscana, död 16 december 1853 i London, var en italiensk politiker, författare och redaktör, sedermera emigrerad till England.
Han var son till Agostino Ansano Polidori (1714-1778), en läkare och poet som bodde och verkade i Bientina, beläget inte långt från Pisa. Polidori studerade juridik vid universitetet i Pisa och blev 1785 sekreterare till Vittorio Alfieri, med vilken han skulle komma att arbeta i fyra år. 1790 begav han sig till England och slog sig ner i London, där han verkade som lärare i italienska. 1793 gifte han sig med Anna Maria Pierce, med vilken han skulle få fyra söner och fyra döttrar. Den äldste sonen, John William Polidori var Lord Byrons personlige läkare, men också författare till den första vampyrberättelsen på engelska språket. Dottern Frances gifte sig med en italienare i exil, Gabriele Rossetti, med vilken hon fick fyra barn: Maria Francesca Rossetti, Dante Gabriel Rossetti, William Michael Rossetti och Christina Rossetti.
Polidori drog sig 1836 tillbaka till ett hus i Holmer Green i Buckinghamshire.